# Euryptera unilineatocollis
Euryptera unilineatocollis là một loài bọ cánh cứng trong họ Cerambycidae.